# Газліфтний ефект
Газліфтний ефект (рос.газлифтный эффект; англ. gaslift effect; нім. Gaslifteffekt m, Gashebeverfahreneffekt m) — у нафтовидобуванні та інш. випадках застосування газліфту — явище піднімання рідини (нафти, води) у свердловині за рахунок зменшення густини флюїду внаслідок створення механічної суміші рідини і вільного газу. Газ може подаватися ззовні, виділятися із рідини, де він знаходився в розчиненому стані, або надходити із іншого джерела (наприклад, в результаті сублімації чи хімічних реакцій).